# ورکو سبینو
ورکو سبینو (به ایتالیایی: Varco Sabino) یک کومونه در ایتالیا است که در استان ریتی واقع شده‌است.

## خصوصیات
ورکو سبینو ۲۴٫۶ کیلومترمربع مساحت و ۲۱۸ نفر جمعیت دارد و ۷۴۲ متر بالاتر از سطح دریا واقع شده‌است.